# Sinibaldi (cognome)
Sinibaldi è un cognome di lingua italiana.

## Varianti
Sibaldi, Siboldi, Sicbaldi, Sigbaldi, Simbaldi.

## Origine e diffusione
Il cognome è tipicamente centro-settentrionale.
Potrebbe derivare dal prenome Sinibaldo.
La variante Sicbaldi è piemontese.

## Persone
- Giordano Sinibaldi – calciatore italiano
- Marino Sinibaldi – giornalista, critico letterario e conduttore radiofonico italiano
- Tito Sinibaldi – politico italiano